# Liberální strana Austrálie
Liberální strana Austrálie (anglicky Liberal Party of Australia) je jedna ze dvou hlavních politických stran v Austrálii, hlavní protivník Australské strany práce. Na federální úrovni spolupracuje tradičně v koalici s Australskou národní stranou. Jedná se o stranu středopravicovou. Slovo liberální v názvu strany se vztahuje především k ekonomickému liberalismu, strana je sociálně konzervativní a celkově je řazena mezi konzervativní strany. Na mezinárodní úrovni je členem Mezinárodní demokratické unie.
Vůdcem strany je od roku 2015 Malcolm Turnbull. V parlamentních volbách v roce 2013 v koalici s Australskou národní stranou vyhrála pod vedením Tonyho Abbotta sestavil vládu. Předtím byla strana od parlamentních voleb v roce 2007 na federální úrovni v opozici, přičemž ve volbách v roce 2010 si polepšila z 65 na 72 z celkem možných 150 mandátů v dolní komoře australského parlamentu.
Strana byla založena v roce 1945 a jejím sídlem je Canberra.